# Kobylanka (województwo małopolskie)
Kobylanka – wieś w Polsce położona w województwie małopolskim, w powiecie gorlickim, w gminie Gorlice.
W latach 1954–1972 wieś należała do i była siedzibą władz gromady Kobylanka. W latach 1975–1998 miejscowość administracyjnie należała do województwa nowosądeckiego. Integralne części miejscowości: Dębina, Dworskie Pola, Jedle, Koci Zamek, Kościelisko, Pańskie Pola, Podkościół, Rozbój. Przez Kobylankę przepływa potok Kobylanka, który ma także inne lokalne nazwy ustanowione przez mieszkańców wsi tj. : Kotlanka i Potok Dominikowa.
1 września 1977 znaczną część Kobylanki (95 ha) włączono do Gorlic.

## Historia
Nazwa Kobylanka pojawiła się około 1363 roku. Właścicielami tych terenów od XIV w. do roku 1611 była rodzina Gładyszów, założycielem miejscowości w 1681 roku była rodzina Pieniążków. W XVII w. Kobylanka zasłynęła ze znajdującego się w kaplicy dworskiej (ufundowanej przez hr. Marię z Wielopolskich) obrazu – wiernej kopii watykańskiego Chrystusa na Krzyżu, którą otrzymał Jan Wielopolski, właściciel Kobylanki w darze od papieża Innocentego XI. Niezwykłe zjawiska rozsławiły obraz i spowodowały jego uroczyste przeniesienie do kościoła parafialnego. Po zapoznaniu się z dokumentami specjalnie powołanej komisji bp Szaniawski listem pasterskim z 1728 r. ogłosił obraz Pana Jezusa w Kobylance jako słynący łaskami. W latach 1720–1750 wybudowano nowy kościół w stylu późnego baroku, w którym umieszczono obraz będący celem pielgrzymek. Ewaryst Andrzej Kuropatnicki w wydanym po raz pierwszy w 1786 r. dziełku pt. „Geografia (...) Galicyi i Lodomeryi” tak pisał o Kobylance: Wieś dziedziczna JW. hrabiny z xiążąt Sułkowskich Wielopolskiej, pani pobożnością, rozumem i miłością potomstwa, luboć w młodym i kwitnącym wieku owdowiała, znakomitej; sławna kościołem pobitym miedzią, w którym obraz ukrzyżowanego Pana nieustannemi słynie cudami i tysięczne od wiosny do zimy bywają konkursa. Piękne tu domy dla przybywających i austerye.
Od 1930 opiekę nad Sanktuarium sprawuje Zgromadzenie Księży Misjonarzy Saletynów. Znajdują się tutaj grobowce rodziny Wielopolskich.
W lipcu 1770 roku Rosjanie rozbili na tych terenach obóz konfederatów barskich pod dowództwem Józefa Bierzyńskiego i Kazimierza Pułaskiego.
W 1852 r. w Kobylance książę Stanisław Jabłonowski rozpoczął destylację ropy naftowej i produkcję asfaltu. Archaiczny sprzęt wydobywczy (kiwony i trójnogi) zobaczyć można na eksploatowanych jeszcze polach naftowych w Kobylance.

## Saletyńskie Spotkania Dzieci
Od 2013 (z przerwą w latach 2020–2023) w Kobylance, co roku w czerwcu, odbywają się Saletyńskie Spotkania Dzieci. Na tę coroczną uroczystość przyjeżdżają dzieci z parafii z całej Polski.

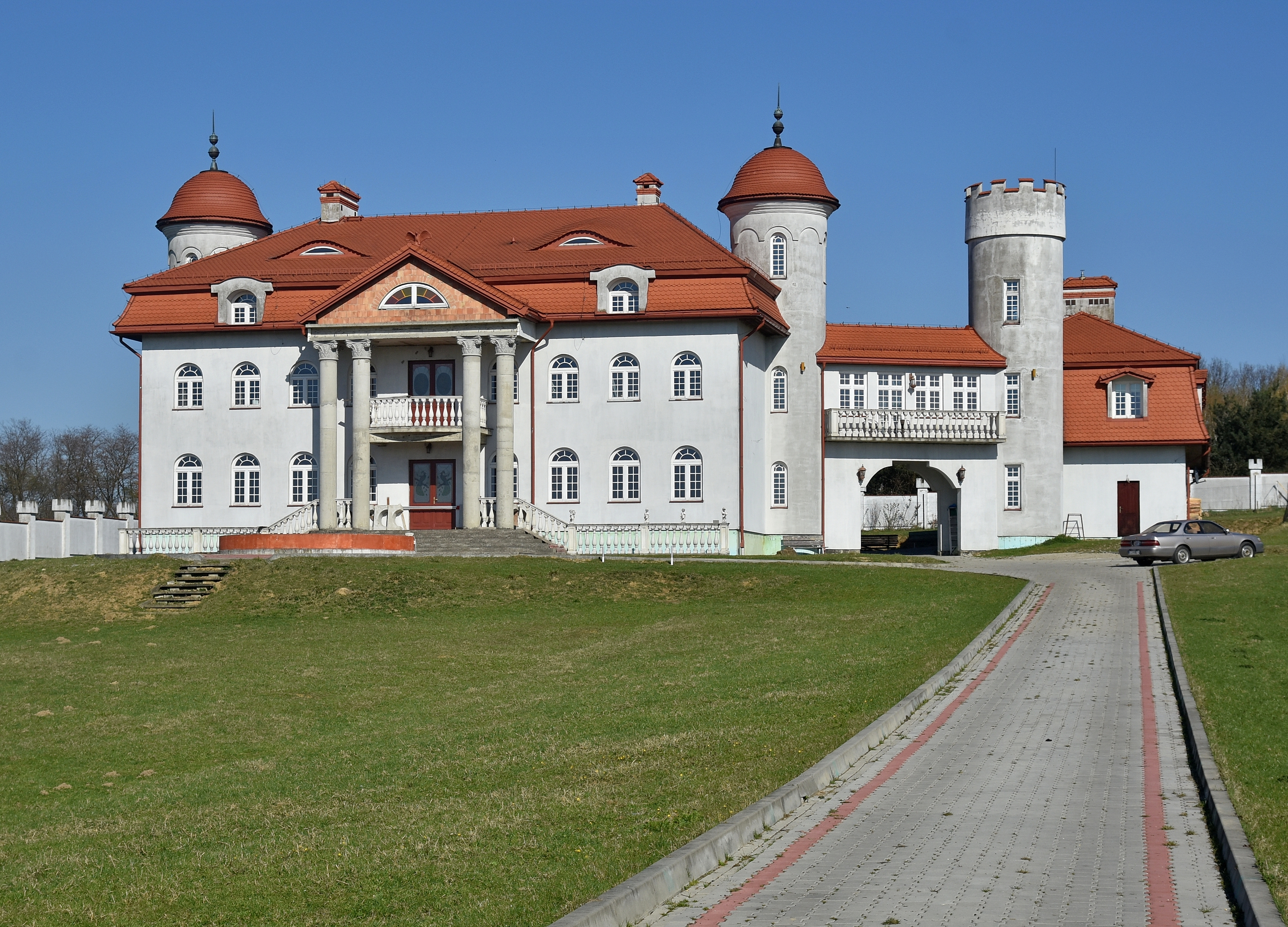
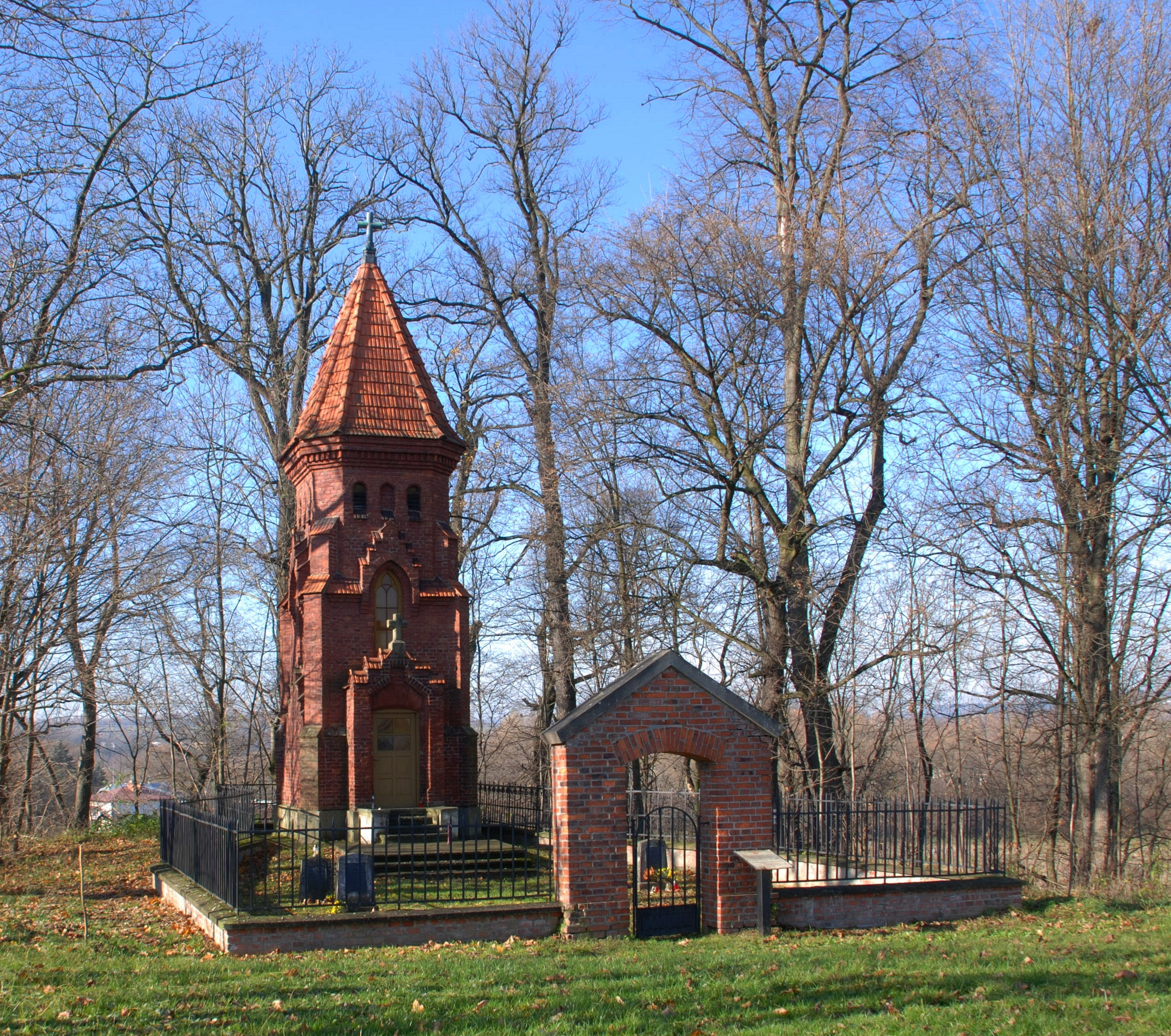
Cmentarz wojenny nr 99
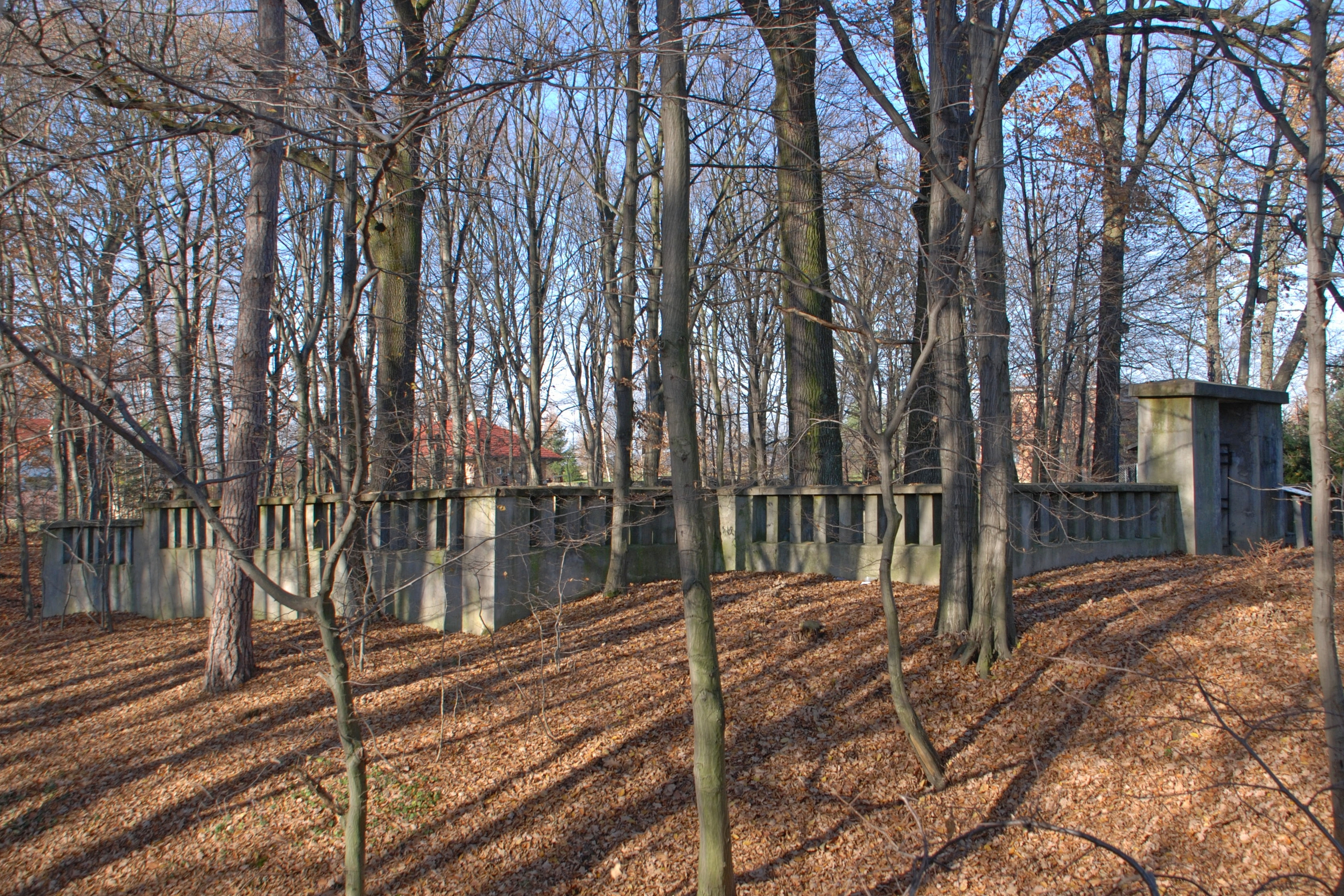
Cmentarz wojenny nr 100

## Zabytki
Obiekty wpisane do rejestru zabytków nieruchomych województwa małopolskiego
- kościół parafialny pw. św. Jana Chrzciciela z 1650 roku,
  - dzwonnica,
- kapliczka pw. MB Królowej Polski z 2 poł. XIX,
- cmentarz wojenny nr 99 z I wojny światowej,
- cmentarz wojenny nr 100 z I wojny światowej.

W miejscowości ma swoją siedzibą parafia św. Jana Chrzciciela, należąca do dekanatu Gorlice, diecezji rzeszowskiej.
W Kobylance działa ochotnicza straż pożarna.

## Sport
- Klub LKS Kobylanka założony w roku 1954. W sezonie 2023/24 występuje w lidze okręgowej, w grupie Nowy Sącz-Gorlice[9].

## Osoby związane z Kobylanką
- Łukasz Dyczko – polski saksofonista, zwycięzca  18 Konkursu Eurowizji dla Młodych Muzyków
- Barbara Krężołek-Paluch – polska artysta-plastyk, poetka, redaktorka, animatorka kultury
- Elżbieta Zielińska – polityk, posłanka na Sejm